# Мария-Антония Бурбон-Испанска
Мария-Антония Бурбон-Испанска е испанска инфанта и кралица на Сардиния – съпруга на сардинския крал Виктор-Амадей III.

## Биография

### Произход и ранни години
Родена е на 17 ноември 1729 г. в Алкасар де Севиля като инфанта Мария Антония Фернанда. Тя е най-малката дъщеря на испанския крал Филип V от втората му съпруга Елизабет Пармска. Мария-Антония е родена по време на подписването на договора от Севиля, който слага край на Англо-испанската война от 1727 – 1729 г. Получава името Фернанда в чест на по-големия си брат Фернандо, бъдещия испански крал Фернандо VI.
Първите четири години от живота си инфантата прекарва в Севиля, а през 1733 г. се премества в Мадрид.

### Херцогиня на Савоя
Първоначално родителите на Мария-Антония планират да я омъжат за френския дофин, за чиято сестра щял да се омъжи и брат ѝ – инфант Фелипе. Плановете се провалят поради настояването на кралицата дъщеря ѝ да навърши подходяща за женитба възраст, поради което за френския дофин е омъжена по-голямата сестра на Мария-Антония – инфанта Мария Тереза Рафела. След смъртта на последната през 1746 г. братът на Мария-Антония отново предлага ръката ѝ на френския дофин, но този път на това се противопоставя френският крал Луи XV, за когото един евентуален брак между сина му и сестрата на покойната му съпруга би бил кръвосмесителен. Поради това Фернандо VI решава да омъжи сестра си за савойския херцог – Виктор Амадей, който е най-възрастният син на сардинския крал Карл Емануил III. Бракът трябвало да подобри отношенията между кралските дворове в Мадрид и Торино, пострадали след Войната за австрийското наследство, в която двете страни воюват помежду си. Така първоначално по доверие в Мадрид, на 12 април 1750, а след това и лично в Улкс, на 31 май същата година, Мария-Антония е венчана за савойския херцог. В нейна чест апартаментът на херцогинята на Савоя в кралския дворец в Торино е обновен по проект на архитекта Бенедето Алфиери. Мария-Антония донася със себе си зестра от 3 500 000 сардински лири както и всичките испански владения в Милано. В Торино тя става известна с името Мария Антониета Фердинанда.
Въпреки че бракът на савойския херцог и испанската инфанта не е много популярен в Сардиния, двамата запазват близки отношения до смъртта на Мария-Антония. Двамата предпочитат да подбират обкръжението си измежду модерни мислители и политици. Мария-Антония пренася и строгия испански дворцов етикет в новия си дом. Изключително религиозна, Мария-Антония е смятана за студена и стеснителна жена.

### Кралица на Сардиния
През 1773 г. съпругът на Мария-Антония се възкачва на престола в Торино като крал Виктор-Амадей III. Коронована за кралица на Сардиния, Мария-Антония се оказва първата дама, която носи тази титла след смъртта на кралица Елизабет Лотарингска тридесет години по-рано. Кралицата става изключително близка със снаха си – френската принцеса Клотилд, за която се омъжва най-възрастният син на Мария-Антония.
Мария-Антония умира на 19 септември 1785 г. в Кралския замък в Монкалиери. Погребана е кралската базилика Суперга.

## Семейство
Мария-Антония и Виктор-Амадей III имат дванадесет деца:
- Карл-Емануил IV (1751 – 1819), крал на Сардиния (1796 – 1802) – женен за Клотилд Френска;
- Мария Елизабета Карлота (1752 – 1755);
- Мария-Жозефина-Луиза Савойска (1753 – 1810) – омъжена за Луи Ксавие, граф Дьо Прованс;
- Амадей-Алесандро (1754 – 1755);
- Мария-Тереза Савойска (1756 – 1805), омъжена за Шарл, граф Д'Артоа;
- Мария-Анна (1757 – 1824), омъжена за принц Бенедето Савойски, херцог на Шабле;
- Виктор-Емануил I (1759 – 1824), крал на Сардиния (1802 – 1821) – женен за Мария-Тереза де Австрия-Есте;
- Мария Кристина Фердинанда (1760 – 1768);
- Маурицио, херцог на Монферат (1762 – 1799);
- Мария-Каролина Савойска (1764 – 1782), омъжена за Антон, курфюрст на Саксония;
- Карл-Феликс (1765 – 1731), крал на Сардиния (1821 – 1831) – женен за принцеса Мария-Кристина Бурбон-Неаполитанска;
- Джузепе (1766 – 1802).